# Tmarus africanus
Tmarus africanus es una especie de araña cangrejo del género Tmarus, familia Thomisidae.

## Distribución
Esta especie se encuentra en Tanzania y Sudáfrica.